# HD 114504
HD 114504，又名BD+63 1056，SAO 15999、HR 4974，是一颗恒星，视星等为6.54，位于銀經119.22，銀緯54.77，其B1900.0坐标为赤經13h 5m 58.2s，赤緯+62° 54.77′ 43″。